# 동점마을 암각문

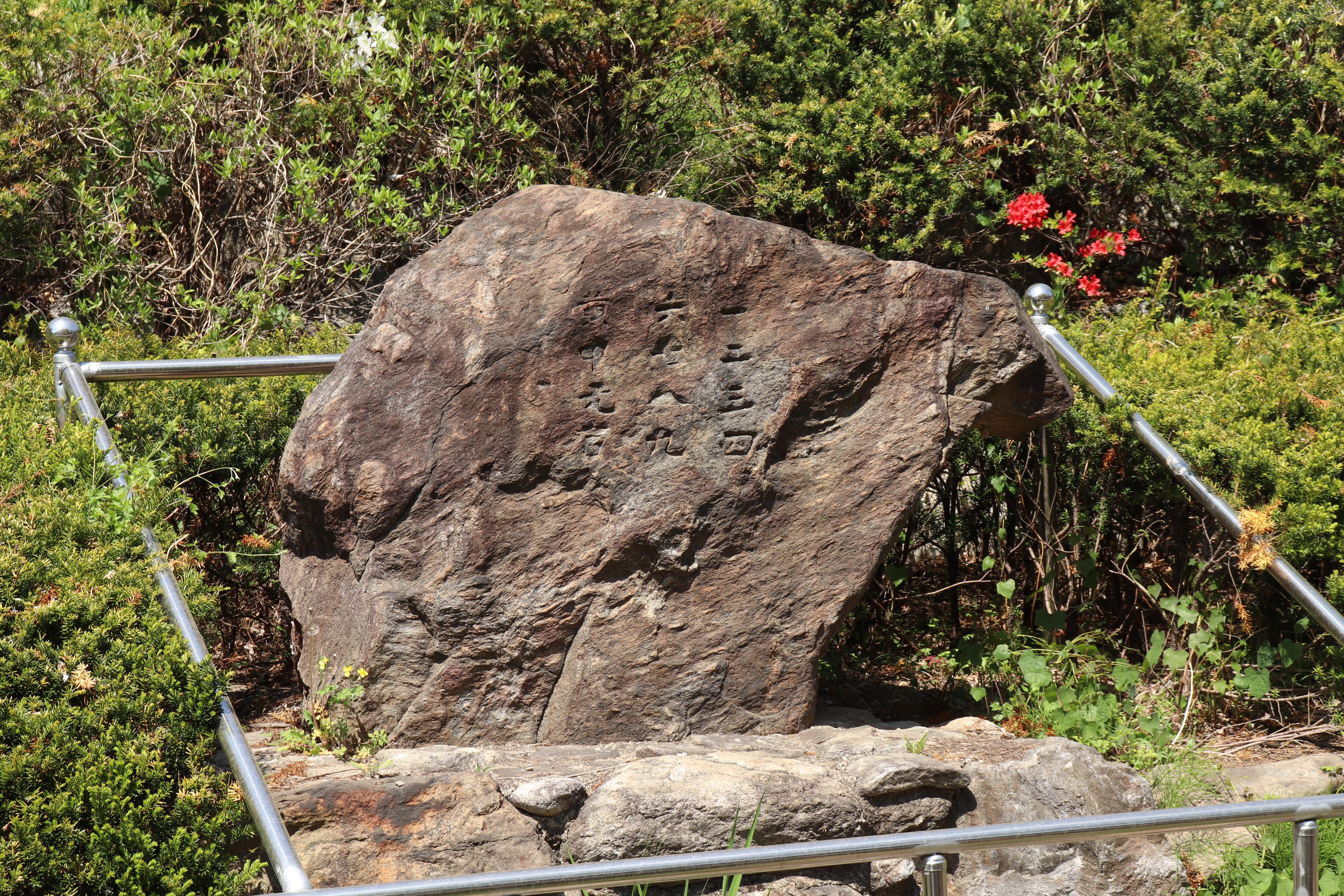
동점마을 암각문

동점마을 암각문은 대한민국 경기도 동두천시 탑동동 동점마을에 있는 암각문이다. 1998년 10월 12일 동두천시의 향토문화재 제11호로 지정되었다.

## 개요
탑동 동점마을 입구 우측 하천 변에 위치하고 있으며 조선 선조 때 포천 현감을 지낸 토정 이지함(李之函) 선생이 새겼다고 전해지는 방위표시가 자연석에 각자 되어 있다. 바위 크기는 3×2m이며, 상하 3줄이다. 좌로부터 一二三四(첫줄), 六七八九(둘째줄), 黃中元吉(셋째줄)이 각자 되어 있다. 오행(五行)에서 一과 六은 물·북쪽, 二와 七은 불·남쪽을, 三과 八은 나무·동쪽을, 四와 九는 쇠(金)·서쪽을 각각 의미하며, 황(黃)은 五와 十의 상징으로 흙과 중심을 뜻한다. 오행설에서 유래하는 이 암각화는 동점마을이 우리 나라의 중심지이면서 가장 좋은 길지로서 잡귀를 물리치고 무병장수를 기원하며 안녕을 기원하는 의미로 세워진 것이다.